# Delsbo socken
Delsbo socken i Hälsingland ingår sedan 1971 i Hudiksvalls kommun och motsvarar från 2016 Delsbo distrikt.
Socknens areal är 475,3 kvadratkilometer, varav 423,4 land. År 2000 fanns här 4 758 invånare. Tätorten och kyrkbyn Delsbo med sockenkyrkan Delsbo kyrka ligger i denna socken.

## Administrativ historik
Delsbo socken har medeltida ursprung.
Vid kommunreformen 1862 övergick socknens ansvar för de kyrkliga frågorna till Delsbo församling och för de borgerliga frågorna bildades Delsbo landskommun. Landskommunen uppgick 1971 i Hudiksvalls kommun.
1 januari 2016 inrättades distriktet Delsbo, med samma omfattning som församlingen hade 1999/2000. 
Socknen har tillhört fögderier, tingslag och domsagor enligt vad som beskrivs i artikeln Hälsingland. De indelta soldaterna tillhörde Hälsinge regemente, Delsbo kompani.

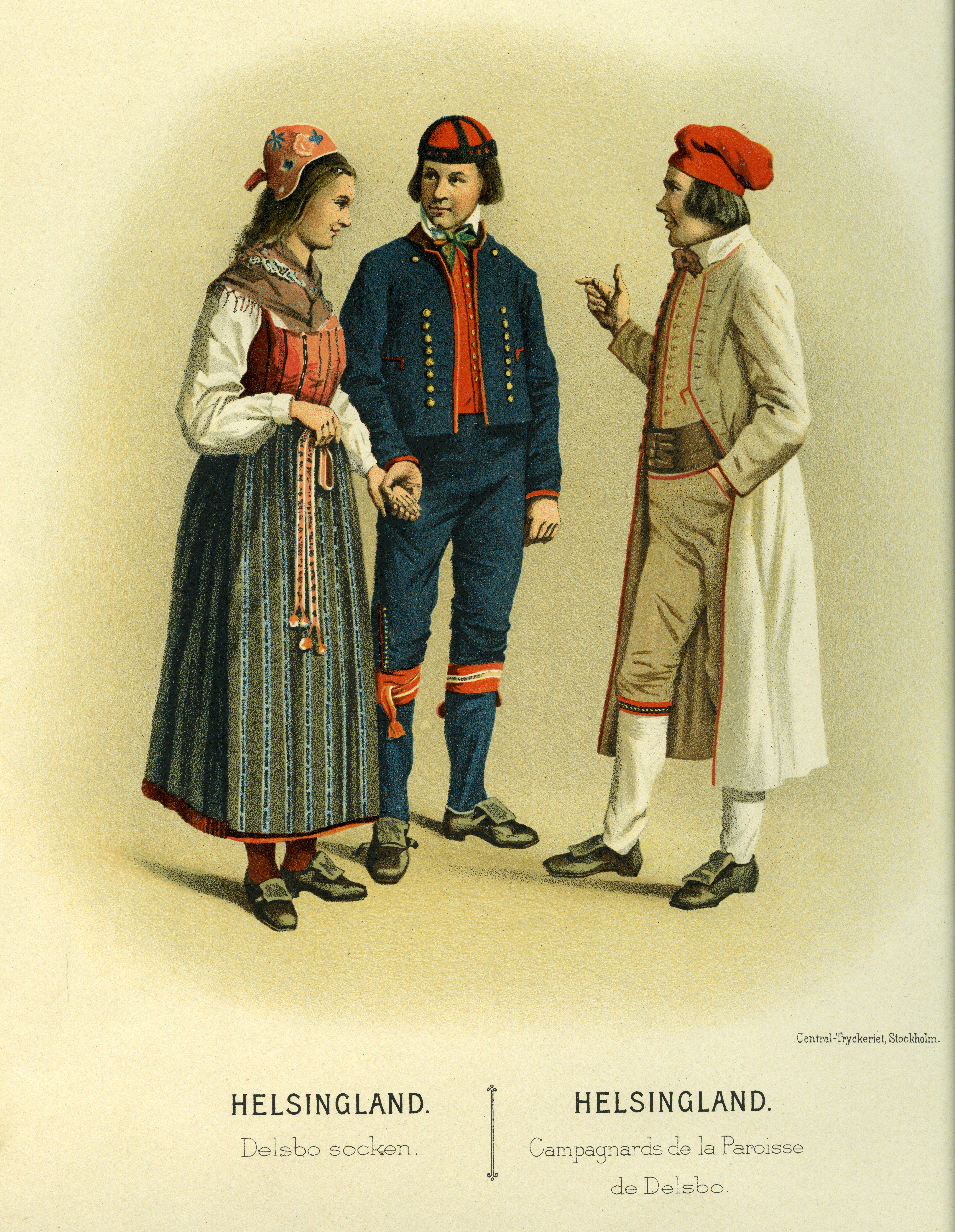
Delsbodräkten

## Geografi
Delsbo socken ligger väster och söder om Södra Dellen. Socknen är en odlad slättbygd vid sjön och höglänt skogsbygd i övrigt.
Socknen genomkorsas av riksväg 84 samt Dellenbanan.
Historiskt har sågverk funnits vid Dellenbanans järnvägsstationer Långbacka, Delsbo samt Fredriksfors.

### Byar
Inom Delsbo socken finns bland annat byarna Ava, Johannesberg, Sannäs, Norrberg, Nyåker, Loppet, Norrväna, Oppsjö, Vitterarv, Västanäng, Stenbo, Långede, Källeräng, Gravbacka, Bruka, Prettingberg, Svedja, Gåsbacka, Sunnansjö, Norra Långsbo och Fredriksfors.

### Geografisk avgränsning
Delsbo socken gränsar i väster till Ljusdals socken och i sydväst till Järvsö socken, båda i Ljusdals kommun. I norr ligger Bjuråkers socken och i nordost gränsar Delsbo socken, med gräns mitt i Sördellen, till Norrbo socken. I öster avgränsas församlingsområdet av Forsa socken. Längst i söder gränsar Delsbo på en sträcka av cirka 6 kilometer till Nianfors socken.
Stora Öråsen i socknens södra skogs- och fäbodområde är högsta punkt med höjden 458,3 meter över havet. Örvallen, Nyvallen samt Lillvallen är gamla fäbodar i den södra sockendelen. Mellan centralbygden kring Delsbo och det södra skogsområdet ligger den s.k. Bobygden med byarna Svedja, Oppsjö, Prättingberg, Västanäng, Glombo, Östertolbo, Källeräng, Loppet, Skog, Nyåker, Bruka, Norrberg, Källeräng, Sala, Gravbacka samt Vitterarv.
I nordväst ligger ett skogsområde som sträcker sig upp till sjön Västra Hävlungen (347,4 m ö.h.) längst i nordväst med "tresockenmötet" Delsbo-Ljusdal-Bjuråker. I detta område ligger Skräckleberget (på Ljusdalsgränsen) samt Lusseås (på gränsen till Bjuråkers socken). Havravallen ligger längst i norr. Högsta berg i området är Tovåsen (440 m ö.h.). Största by är Överälve, som ligger mellan Älvesåsen och Älvessjön (147 m ö.h.).
I väster ligger sjön Gryttjen (136 m ö.h.), i vars västra del "tresockenmötet" Delsbo-Ljusdal-Järvsö ligger.

## Fornlämningar
Från stenåldern finns lösfynd och boplatser och från järnåldern finns några små gravfält.
| Folkdräkt, Delsbo socken, man, Nordisk familjebok |  | Folkdräkt, Delsbo socken, kvinna, Nordisk familjebok. |
| Folkdräkt, Delsbo socken, man, Nordisk familjebok |  | Folkdräkt, Delsbo socken, kvinna, Nordisk familjebok. |

## Namnet
Namnet (1344 Dilsbo) innehåller sjönamnet Dellen och efterleden bo, 'bygd'.

## Dialekt
Den dialekt som talas i Delsbo socken kallas för dellboska. Det är en norrländsk dialekt med norska inslag[källa behövs]. I egentlig mening bör dock dellboska betraktas som en dialekt med västnordiska drag. 

### Exempel
- Hän ä'nt sa ugalin hän e = Detta var ett trevligt ställe
- dellenbiggda = dellenbygden
- Nu ska vi gära' hä' = nu ska vi göra det
- Jô ôschk'nt = jag orkar inte
- Jette = borde, måste. Ex: Je jette jära hä, ja = Jag måste göra det / hä jetere ju jära = det borde/måste du göra
- Äna/äne = tänkte/tänker/eg. ämnar (göra något). Ex Je äne jära hä ja = jag tänker göra det.

## Befolkningsutveckling
| Befolkningsutvecklingen i Delsbo socken 1750–1990                                                        | Befolkningsutvecklingen i Delsbo socken 1750–1990 | Befolkningsutvecklingen i Delsbo socken 1750–1990 | Befolkningsutvecklingen i Delsbo socken 1750–1990 | Befolkningsutvecklingen i Delsbo socken 1750–1990 |
| --- | ------------------------------------------------- | ------------------------------------------------- | ------------------------------------------------- | ------------------------------------------------- |
| |                                                   |                                                   |                                                   |                                                   |
| År |                                                   |                                                   | Folkmängd                                         |                                                   |
| 1750 | 1750                                              |                                                   | 2 036                                             |                                                   |
| 1760 | 1760                                              |                                                   | 2 329                                             |                                                   |
| 1769 | 1769                                              |                                                   | 2 281                                             |                                                   |
| 1780 | 1780                                              |                                                   | 2 254                                             |                                                   |
| 1790 | 1790                                              |                                                   | 2 530                                             |                                                   |
| 1800 | 1800                                              |                                                   | 2 831                                             |                                                   |
| 1810 | 1810                                              |                                                   | 3 001                                             |                                                   |
| 1820 | 1820                                              |                                                   | 3 242                                             |                                                   |
| 1830 | 1830                                              |                                                   | 3 544                                             |                                                   |
| 1840 | 1840                                              |                                                   | 3 677                                             |                                                   |
| 1850 | 1850                                              |                                                   | 3 970                                             |                                                   |
| 1860 | 1860                                              |                                                   | 4 134                                             |                                                   |
| 1870 | 1870                                              |                                                   | 4 224                                             |                                                   |
| 1880 | 1880                                              |                                                   | 4 624                                             |                                                   |
| 1890 | 1890                                              |                                                   | 5 319                                             |                                                   |
| 1900 | 1900                                              |                                                   | 5 552                                             |                                                   |
| 1910 | 1910                                              |                                                   | 5 484                                             |                                                   |
| 1920 | 1920                                              |                                                   | 5 717                                             |                                                   |
| 1930 | 1930                                              |                                                   | 5 607                                             |                                                   |
| 1940 | 1940                                              |                                                   | 5 255                                             |                                                   |
| 1950 | 1950                                              |                                                   | 4 914                                             |                                                   |
| 1960 | 1960                                              |                                                   | 4 244                                             |                                                   |
| 1970 | 1970                                              |                                                   | 4 346                                             |                                                   |
| 1980 | 1980                                              |                                                   | 4 765                                             |                                                   |
| 1990 | 1990                                              |                                                   | 4 920                                             |                                                   |
| Anm: Källor: Umeå universitet - Tabellverket 1749-1859, Demografiska databasen, CEDAR, Umeå universitet. |                                                   |                                                   |                                                   |                                                   |